# Jordi Trias
Jordi Trias Feliu (Gerona, 5 novembre 1980) è un ex cestista spagnolo.

## Carriera
Cresciuto nel vivaio della squadra della sua città natale, nel 2005 passa al Winterthur Barcellona. In queste due stagioni ha vinto una Lega Catalana, una Coppa del Re e una Supercopa.
Con la Spagna ha disputato i Giochi del Mediterraneo di Almería 2005.

## Palmarès

### Squadra
- Campionato spagnolo: 1

Barcellona: 2008-09
- Copa del Rey: 2

Barcellona: 2007, 2010
- Supercoppa spagnola: 2

Barcellona: 2004, 2009
- Copa Príncipe de Asturias: 1

Andorra: 2014
- Liga catalana: 1

Barcellona: 2004
- Eurolega: 1

Barcellona: 2009-10

### Individuale
- MVP Coppa del Re: 1

Barcellona: 2007
- MVP Copa Príncipe de Asturias: 1

Andorra: 2014
- MVP Liga LEB Oro: 3

Andorra: 2013-2014
Barcellona B: 2016-2017
Manresa: 2017-2018
- Liga LEB MVP finali: 1

Manresa: 2017-2018